# Paraechinus
Paraechinus é um gênero mamífero da família Erinaceidae.

## Espécies
- Paraechinus aethiopicus (Ehrenberg, 1832)
- Paraechinus hypomelas (Brandt, 1836)
- Paraechinus micropus (Blyth, 1846)
- Paraechinus nudiventris (Horsfield, 1851)